# Rieselsberg
Der Rieselsberg ist ein breiter Bergrücken in der Schindergruppe auf dem Gebiet der oberbayerischen Gemeinde Rottach-Egern, zwischen bayerischem Schinder und Sagenbach gelegen. Der Rieselsberg gehört zu den Tegernseer Bergen im Mangfallgebirge (Bayerische Voralpen).
Der spärlich bewaldete Berg beherbergt die Rieselsbergalm und ist aus der Valepp oder von Kreuth durch das Sagenbachtal aus erreichbar.